# Moncayolle-Larrory-Mendibieu
Moncayolle-Larrory-Mendibieu (in basco Mitikile-Larrori-Mendibile) è un comune francese di 349 abitanti situato nel dipartimento dei Pirenei Atlantici nella regione della Nuova Aquitania.

## Società

### Evoluzione demografica
Abitanti censiti